# Паломино, Хосе Луис
Хосе Луис Паломино (исп. José Luis Palomino; 5 января 1990, Сан-Мигель-де-Тукуман) — аргентинский футболист, защитник.

## Карьера
Он играл в высшей лиге Аргентины за «Сан-Лоренсо» и «Архентинос Хуниорс». В июле 2014 года присоединился к команде «Мец», играющей во второй лиге французского чемпионата. 30 июня 2016 года стал игроком болгарского «Лудогорца». Он стал одним из ключевых игроков клуба, выиграл с ним чемпионат и поучаствовал в игре команды в групповом этапе Лиги Чемпионов. В июне следующего отправился в итальянскую «Аталанту» за 4 миллиона долларов.